# Hopfgarten, Thüringen
Hopfgarten är en ortsteil i staden Grammetal i Landkreis Weimarer Land i förbundslandet Thüringen i Tyskland. Hopfgarten var en kommun fram till den 31 december 2019 när den uppgick i Grammetal. Kommunen Hopfgarten hade 673 invånare 2019.